# 凯姆·牛顿
凯姆·牛顿（英語：Cam Newton，1989年5月11日—），美式足球四分卫，效力于国家橄榄球联盟的新英格兰爱国者。
牛顿大学时代曾先后在佛罗里达大学、布林学院与奥本大学打球，2010赛季带领奥本大学老虎队获得校史上第二座全国冠军奖杯，并荣膺海斯曼杯。2011年NFL选秀中，他被卡罗来纳黑豹队以第一顺位选中，也因此成为了自安盖洛·贝尔泰利（1944年）、莱昂·哈特（1950年）后，第三位在一年内先后获海斯曼杯、美国大学橄榄球全国冠军并成为NFL选秀状元的球员。他获得了2011年的NFL“年度最佳新秀”（Rookie of the Year）称号，三次入选职业碗，并在2015年被选入NFL全明星一队。2015年牛顿带领卡罗来纳黑豹队在常规赛取得15胜1负的战绩并杀入第五十届超级碗，但输给了丹佛野马队。